# Fumiya Tamaki
Fumiya Tamaki (født 23. juli 1993) er en japansk fodboldspiller.
Han har spillet for flere forskellige klubber i sin karriere, herunder Kamatamare Sanuki.